# Спаська, 1/2
Кам'яни́ця Олекса́ндра Бала́бухи (кам'яни́ця Семче́вського) — житловий будинок із крамницями, розташований на розі Спаської і Костянтинівської вулиць, що на Подолі у Києві.
За визначенням дослідників, кам'яниця — помітний зразок київських споруд доби класицизму.
Постановою Ради Міністрів УРСР № 442 від 6 вересня 1979 будинок внесли до державного реєстру нерухомих пам'яток національного значення (охоронний номер 881).

## Історія ділянки
На початку ХІХ сторіччя найбільшими приватними будинками на Подолі були кам'яниці золотаря Самсона Стрельбицького, Пилипа Лакерди, будинок Назарія Сухоти.
Кількома подільськими будинками володіла родина київських заможних купців Балабухів. Зокрема Микола Балабух мав кам'яницю на сучасній вулиці Петра Сагайдачного, 27. Між 1799 і 1803 роками в садибі № 670 (за тогочасною нумерацією), що на розі Спаської й Костянтинівської вулиць, за 8,5 тисяч карбованців спорудив двоповерхову кам'яницю Олександр Балабуха.
Подільська пожежа 1811 року пошкодила будівлю. Залишки обгорілої кам'яниці простояли до 1830-х років. 1827 року братів Балабух звинуватили у продажі контрабандних товарів. Їхнє майно описали і продали з торгів. Зокрема виставили і садибу № 1/2. Її викупив останній київський війт Григорій Киселівський. За домовленістю війт обіцяв передати садибу зятю Олександра Балабухи — київському купцю третьої гільдії Г. Шелковському. Однак Киселівський не дотримався слова і привласнив ділянку. Після скасування Магдебурзького права у Києві і втраті своєї посади Киселівський у лютому 1836 року продав її М. Семчевському. Того ж року власник зніс залишки старої будівлі і на їхньому місці за проєктом архітектора Людвіка Станзані збудував новий двоповерховий будинок.
На першому поверсі розмістили крамниці, а на другому — помешкання. На початку ХХ сторіччя приміщення віддали під потреби народної чайної (міської опіки про народну тверезість), бібліотеки, читальні і шкіряної крамниці.
Близько 1922 року радянська влада націоналізувала будинок.
1977 року розібрали дворові споруди і дерев'яну галерею кам'яниці.

## Архітектура
Двоповерхова, цегляна, потинькована, прямокутна у плані кам'яниця має вальмовий дах. Перекриття на першому поверсі коробові склепіння, на другому — пласкі на дерев'яних балках, а в льосі — півциркульні склепіння.
На першому поверсі розташовувалися п'ять кімнат, комора й сіни, на другому — сім кімнат і сіни. Опалювали будинок п'ять грубок. Під будинком і коморою були три льохи. Дах черепичний із жерстяними ринвами.
Оформлена у стилі класицизму. Фасади розчленовані міжповерховим карнизом і смугою фриза. Вхідні отвори і віконні прорізи на першому поверсі фланковані пілястрами і прикрашені архівольтами із замковими каменями й розетами. Вікна другого поверху прямокутні. Над ними сандрики на фігурних кронштейнах. Карнизи з модульйонами.
Антревольти оздоблені нехарактерними для класицизму розетами, виконаними у стилі української народної архітектури.

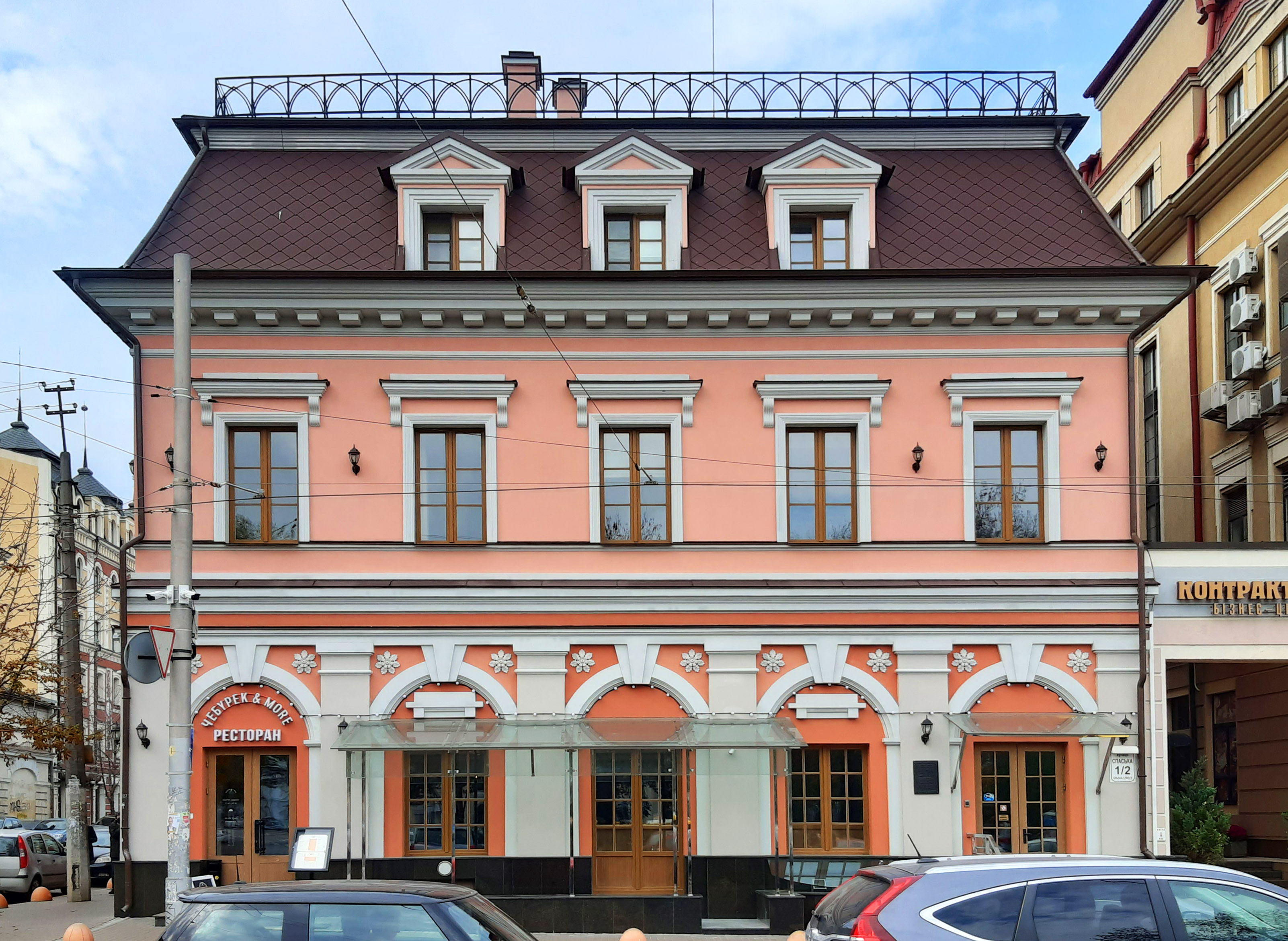
Фасад з боку Спаської вулиці
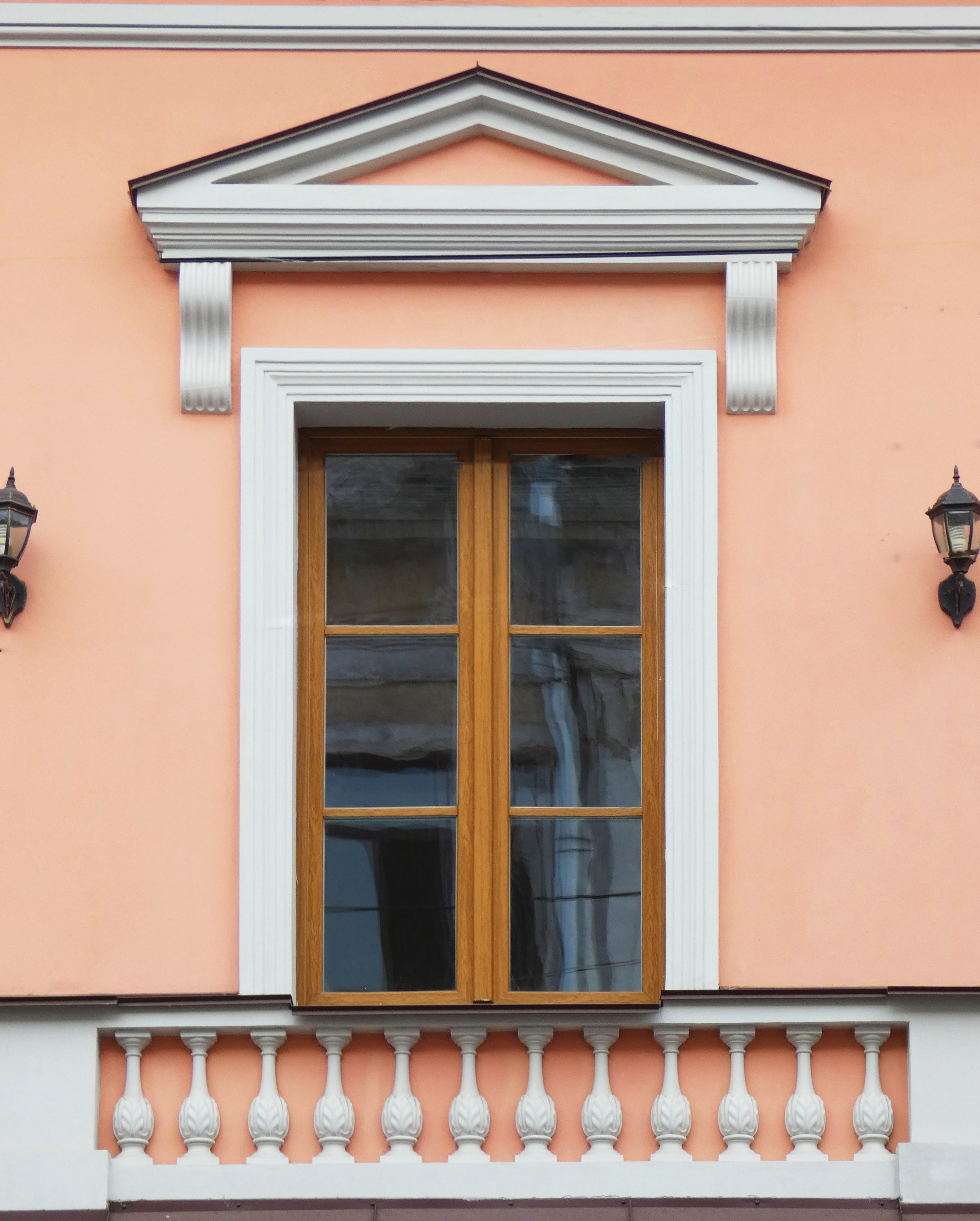
Вікно з трикутним сандриком на фігурних кронштейнах
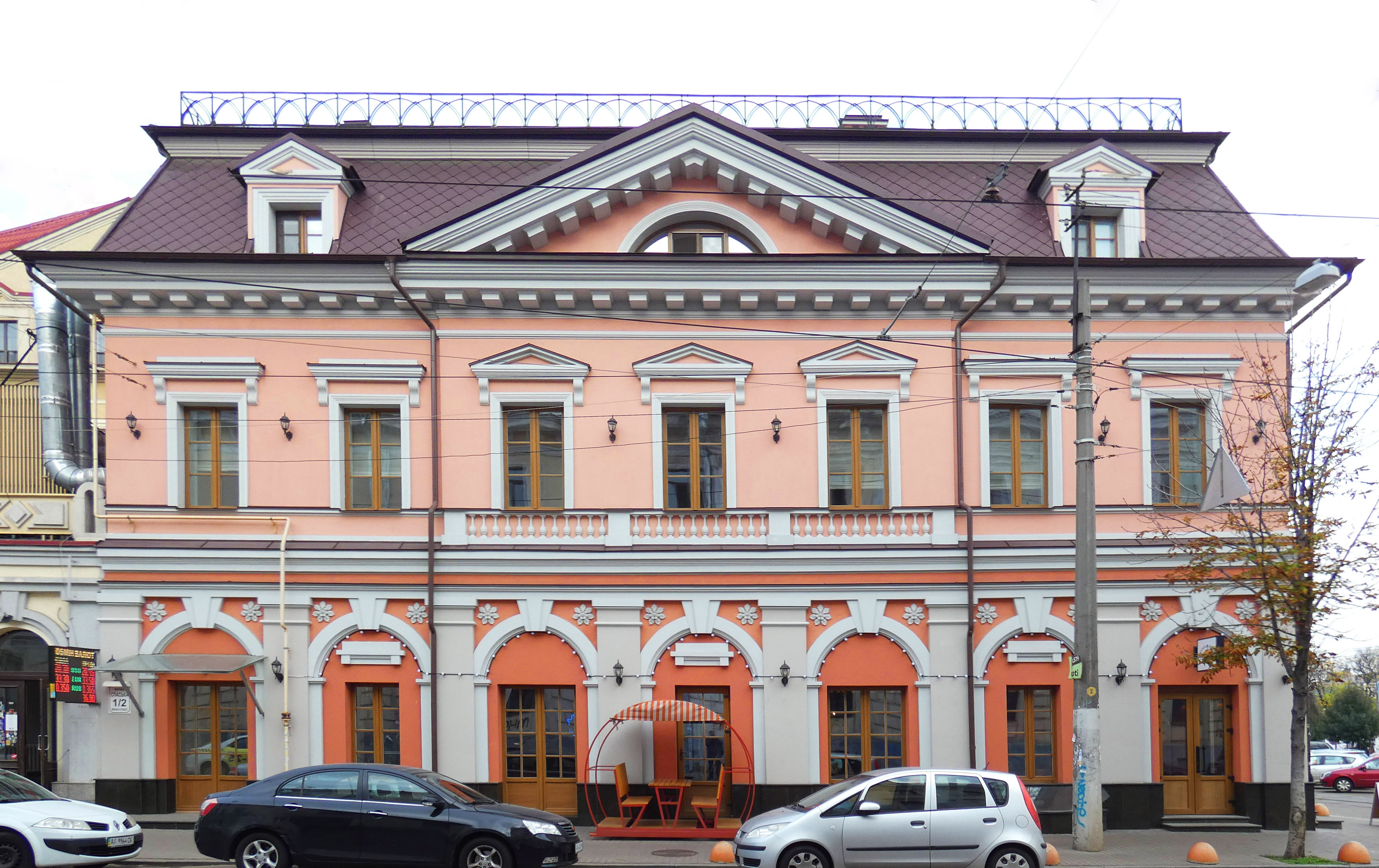
Фасад з боку Костянтинівської вулиці